# Городянська сільська рада
| Городянська сільська рада — колишній орган місцевого самоврядування у Косівському районі Івано-Франківської області з адміністративним центром у с. Город. Утворена 9 липня 1991 року. Водоймища на території, підпорядкованій даній раді: річка Рибниця. Сільській раді були підпорядковані населені пункти: - с. Город |

## Склад ради
Рада складалася з 15 депутатів та голови.

### Керівний склад ради
Примітка: таблиця складена за даними джерела